# Vroege haver
Vroege haver (Aira praecox, synoniem: Avena praecox) is een eenjarige plant, die behoort tot de grassenfamilie (Poaceae). De plant wordt ook wel paashaver genoemd.
De plant wordt 4–24 cm hoog en vormt kleine zoden. De stengel is onder de knopen meestal dicht bezet met zeer korte naar beneden gebogen haartjes. De bladeren zijn kort, smal en min of meer ingerold. De bladschede is glad met een tot 3 mm lang tongetje (ligula), dat tot boven het midden bezet is met stekelhaartjes.

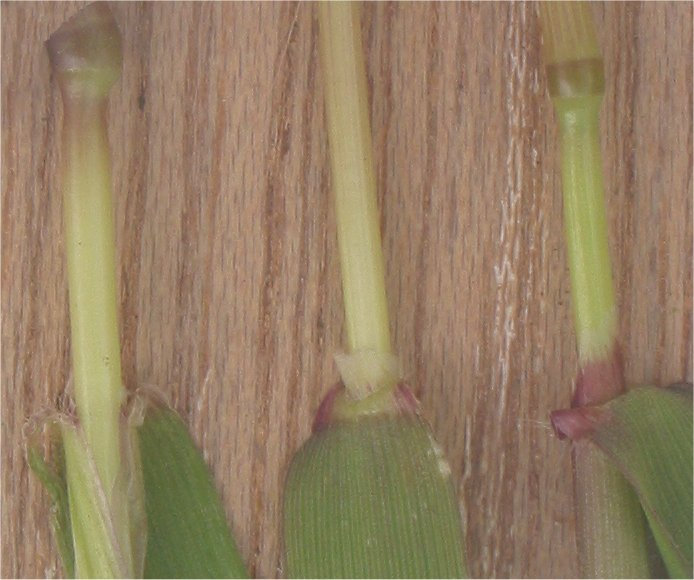
tongetje

Vroege haver bloeit van april tot juni met een rechtopstaande, aarachtige pluim. De stelen van de aartjes zijn even lang of korter dan de eigenlijke aartjes. De aartjes zijn tot 4 mm lang en de kelkkafjes zijn ongeveer even lang als de bloemen. De 0,35 mm lange helmhokjes zijn oranjegeel. De vrucht is een graanvrucht.
De plant komt voor op droge tot vrij vochtige, kalkarme zandgrond in duinen, rivierduinen, zandverstuivingen, in heidevelden en open plekken in bossen.

## Plantengemeenschap
Vroege haver is een kensoort voor de klasse van droge graslanden op zandgrond (Koelerio-Corynephoretea), een groep van plantengemeenschappen van droge graslanden op voedselarme zandgronden.
Het is tevens een indicatorsoort voor struisgrasvegetaties (ha) subtype Dwerghaververbond, een karteringseenheid in de Biologische Waarderingskaart (BWK) van Vlaanderen en het Brussels Hoofdstedelijk Gewest.